# Tolapai
Tolapai è stato un processore Intel a basso costo destinato ai sistemi embedded arrivato sul mercato a fine 2007 con il nome commerciale di "Intel EP80579".
Prima di Tolapai, in questo settore Intel utilizzava alcune particolari versioni ULV (Ultra Low Voltage) dei suoi Core 2 Duo Merom ma grazie a questo nuovo progetto il produttore ha intenzione di aggredire in maniera maggiormente decisa tale settore.

## Caratteristiche tecniche

### Processo produttivo
Tolapai ha portato con sé una vera rivoluzione nel modo di progettare le CPU: si tratta infatti del primo System on a Chip (SoC) sviluppato da Intel e arrivato sul mercato. Tolapai infatti integrava al suo interno il controller della memoria RAM e la circuiteria di I/O. Si è così ottenuto un processore integrato con il chipset, e in particolare sia con il northbridge, sia con il southbridge. Le soluzioni di questo tipo vengono in genere definite System on a Chip proprio perché in un unico chip viene integrato praticamente un intero sistema.
Si tratta di una strada che Intel aveva in realtà già cercato di imboccare nel 2001 con il progetto Timna (destinato però ai PC economici e non agli embedded), poi abbandonato per questioni strategiche in favore del primo Pentium M Banias.
L'architettura di Tolapai era sostanzialmente la stessa dei Pentium M, con 256 KB di cache L2 e un controller di memoria DDR2-800 di tipo dual channel fino ad un massimo di 2 GB. La circuiteria di I/O invece era in grado di consentie la gestione delle interfacce PCI Express, oltre che SATA, USB e Ethernet Gigabit.
Il clock iniziale era quello a 600 MHz, ma fin dall'inizio erano state annunciate versioni da 1066 MHz e addirittura 1,2 GHz. Anche il consumo era variabile, tra i 13 W e i 25 W. Il socket era un nuovo tipo a 1088 pin, mentre il processo produttivo era quello a 65 nm, sebbene Intel avesse già in produzione diversi modelli a 45 nm in altri settori di mercato. In ogni caso anche il più conservativo processo a 65 nm ha permesso di ottenere un chip quadrato con un lato di 3,75 cm per un totale di 148 milioni di transistor.

### Tecnologie implementate
Derivando dal Pentium M, Tolapai integrava le istruzioni MMX, SSE e SSE2, ma non è dato sapere se Intel ha rivisto il progetto in modo da integrare anche altri set d'istruzioni sviluppati successivamente, vale a dire SSE3, SSE4 e EM64T.
In ogni caso, Tolapai integrava la tecnologia Intel QuickAssist, pensata per l'accelerazione dei software pensati per la sicurezza e il VoIP, ovvero quegli ambiti di utilizzo nei quali le caratteristiche di alta efficienza e ridotte dimensioni dei SoC possono rappresentare immediate soluzioni di riferimento.

## Settore embedded per Tolapai
A differenza di altri prodotti Intel, Tolapai era specificatamente orientato al settore embedded in cui sono attive sia AMD, sia VIA con i loro Geode e C7.
Nel corso del 2007 Intel ha iniziato a mettere a disposizione dei propri partner le prime schede madri in grado di accogliere questo processore, ma per la commercializzazione si è dovuta attendere la fine dell'anno.

## Sostituto di Shelton?
A metà 2006 Intel aveva annunciato Shelton un progetto derivato anch'esso dal processore Pentium M Banias e pensato proprio per i sistemi embedded. Non è chiaro se Tolapai costituisca un sostituto di Shelton, che potrebbe essere stato nel frattempo abbandonato, ma le caratteristiche tecniche di Tolapai, assai più avanzate di quelle di Shelton, unito al fatto che ormai da fine 2006 non si hanno più notizie sul "rivale", possono solo avvalorare questa tesi.

## Il successore
A metà agosto 2008, durante l'Intel Developer Forum, Intel ha presentato un nuovo SoC pensato soprattutto per l'integrazione nei dispositivi di elettronica di consumo, ma di cui dovrebbe esistere anche una versione dedicata al settore embedded grazie all'aggiunta della tecnologia QuickAssist (non prevista per le versioni destinate all'altro settore di mercato), si tratta del chip Canmore. Non è stato dichiarato ufficialmente da Intel, ma è probabile che esso sia di fatto il successore di Tolapai in questo specifico ambito di utilizzo.